# Janská
Janská – gmina w Czechach, w powiecie Děčín, w kraju usteckim. Według danych z dnia 1 stycznia 2014 liczyła 186 mieszkańców.